# Бакай-Ата
Бака́й-Ата́ (до 8 февраля 2001 года — Ле́нинполь, до 1932 года — Никола́йполь, или Никола́й-поль; кирг. Бакай-Ата) — село, административный центр Бакай-Атинского района Таласской области Кыргызстана и Ленинпольского аильного округа. 

## География
Село расположено в северо-центральной части Бакай-Атинского района, вблиз реки Урмарал (приток реки Талас), в 22 километрах к юго-западу от административного центра Таласской области города Талас. Ближайшая железнодорожная станция Жуантобе (Джоон-Дёбё) расположена в 60 километрах к западу от села (по дороге — 79 км). Соседние населённые пункты: Наматбек в 2 километрах к западу, Кызыл-Чарба в 3 километрах к северо-востоку, Маданият в 2 километрах к востоку. Населённый пункт осуществляет транспортное сообщение по автодорогам М-042 «Талас — Калинин — Бакай-Ата» и М-044 «Бакай-Ата — Талас». Абсолютная высота села — 1147 метров над уровнем моря.

## История
Согласно энциклопедическому словарю «Немцы России: населенные пункты и места поселения», поселение Никола́йполь (нем. Nikolaipol) было основано немецкими переселенцами из меннонитских колоний: утверждение Государственном советом России Устава о воинской повинности в 1874 году — повлекло за собой к определённым миграционным процессам среди меннонитов (являющихся пацифистами по вере). Так, меннониты Самарской и Таврической губернии, оказавшись под влиянием духовного учителя А. Петерса (нем. A. Peters), заявлявшего о невозможности несения воинской службы и просившего предоставить отдалённые земли, направили в Санкт-Петербург уполномоченных М. Класса и К. Эппа с соответствующим прошением о предоставлении земель для переселения. К осенью 1879 года депутации удалось добиться согласия туркестанского генерал-губернатора К. П. фон Кауфмана на их переселение в Туркестан, который наложил следующую резолюцию на их прошение: «...было бы очень выгодно переселение таких хороших хозяев, как эти колонисты».
После прибытия меннонитов в Ташкент, к началу 1880-х годов ими были основаны поселения Николайполь, Гнаденталь, Гнаденфельд, Кёппенталь на выделенном Ур-Маральском участке Аулиеатинского уезда Сыр-Дарьинской области, объединённые впоследствии в Николайпольское сельское общество. Согласно «Обзору Сыр-Дарьинской области за 1895 год», за селением числилось 54 десятин «под усадьбами» и 850 десятин «всего в наделе»:50—51, по «Обзору... за 1911 год» в Николайполе при 42 дворах 269 душ обоего пола, 537 крупного и 807 мелкого скота:102.
После установления советской власти к лету 1918 года на территории нынешней Киргизии, в соответствии с Положением о Туркестанской Советской Федеративной Республике от 30 апреля 1918 года, территория республики вошла в состав Туркестанский АССР. Решением ЦИК Туркестанской АССР от 16 сентября 1924 года о национально-государственном размежевании Средней Азии, было декларировано о создании Кара-Киргизской АО в составе РСФСР. В 1926 году Кара-Киргизская АО была преобразована в Киргизскую АССР, в 1936 году — в Киргизскую ССР. 
Согласно переписи населения 1920 года административный центр собственной Николайпольской волости с четырьмя сёлами в составе: Андреевка (Гнаденталь), Владимировка (Гнаденфельд), Романовка (Кёппенталь), Хивинское (Гогендорф). Общая численность населения Николайпольской волости составляла 1145 чел. «налицо» при 216 хозяйствах.  «Преобладающим языком» в сёлах являлся голландский. В 1931 году в состав Николайполя вошли сёла Андреевка, Владимировка и Романовка, а в следующем году Николайполь был переименован в Ле́нинполь. С 1936 года административный центр Ленинпольского района. Указом Президиума Верховного Совета СССР «Об образовании Таласской области в составе Киргизской ССР» от 22 июня 1944 года Ленинпольский район вошёл в состав новообразованной Таласской области. 
Постановлением Верховного Совета Киргизской Республики от 6 марта 1992 года № 832-ХII «О переименовании Ленинпольского района Таласской области в Бакай-Атинский район», Ленинпольский район был переименован в Бака́й-Ати́нский райо́н. Согласно Закону Кыргызской Республики от 8 февраля 2001 года № 23 «О переименовании Орловского в Ак-Дебенский, Ключевского в Боо-Терекский, Барк-Арыкского в Шадыканский айыльные кенеши и сел Орловка в Ак-Дебе, Ключевка в Боо-Терек, Калинин в Ынтымак, Кара-Кашат в Туйте, Ленинполь в Бакай-Ата Бакай-Атинского района Таласской области Кыргызской Республики» село Ленинполь было переименовано в село Бака́й-Ата́.

## Население
| Численность населения | Численность населения | Численность населения |
| 1999                  | 2009                  | 2022                  |
| --------------------- | --------------------- | --------------------- |
| 6552                  | ↗6834                 | ↗8270                 |

Динамика численности
| - 1911 год — 269 - 1920 год — 342 - 1926 год — 471 - 1939 год — 2487 - 1959 год — 3818 - 1989 год — 8505 - 1999 год — 6552 - 2009 год — 6834 | - 2014 год — 7490 - 2015 год — 7119 - 2019 год — 7836 - 2020 год — 7866 - 2021 год — 7928 - 2022 год — 8270 - 2023 год — 8063 |

Национальный состав
Национальный состав населённого пункта Ленинполь согласно переписи населения 1939 года:
| национальность | численность (чел.) | процентное соотношение |
| -------------- | ------------------ | ---------------------- |
| немцы          | 1522               | 61,20 %                |
| русские        | 462                | 18,58 %                |
| киргизы        | 312                | 12,55 %                |
| украинцы       | 104                | 4,18 %                 |
| татары         | 21                 | 0,84 %                 |
| казахи         | 12                 | 0,48 %                 |
| узбеки         | 8                  | 0,32 %                 |
| уйгуры         | 2                  | 0,08 %                 |
| другие         | 44                 | 1,77 %                 |
| всего          | 2487               | 100,00 %               |